# Schillerhaus (Stuttgart)

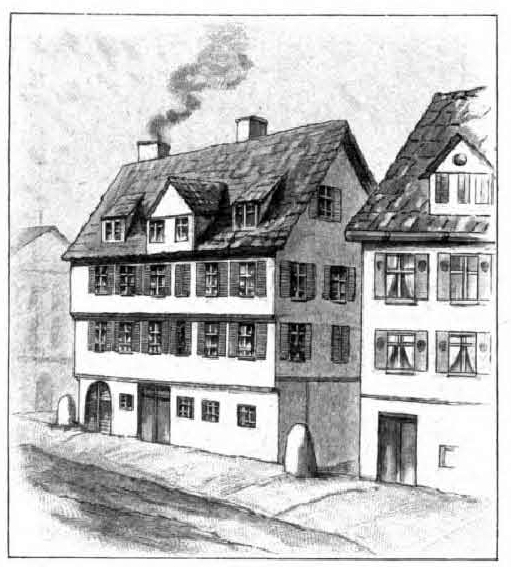
Schillerhaus in Stuttgart, 1780

Der Schillerhaus in Stuttgart war ein Haus in der Eberhardstraße 63, in dem Friedrich Schiller in den Jahren 1781 und 1782 wohnte. Das Haus wurde 1855 abgerissen.
Ebenfalls in der Eberhardstraße befindet sich der Schillerbau, der seinen Namen einem Schillerbildnis über dem Eingangsportal verdankt.

## Schillerhaus
Das 6 Fensterachsen breite und 3 Achsen tiefe, mit einem Satteldach gedeckte Haus lag an dem Kleinen Graben, der heutigen Eberhardstraße. Es bestand aus einem Erdgeschoss, zwei Hauptgeschossen und einem Dachstock mit Zwerchhaus und zwei Schleppgauben. Das Haus hatte Balthasar Haug, Professor für Rhetorik und Deutschkunde an der Hohen Karlsschule und Vater des Dichters Friedrich Haug, im Jahr 1774 erworben. Er wohnte nicht selbst in dem Haus, sondern benutzte die zweite Etage für seine Vorlesungen, während er die übrigen Stockwerke vermietete. Das Parterre hatte er an Luise Dorothea Vischer geb. Andreae (1751–1816) vermietet, die Witwe eines Hauptmanns im Grenadierregiment Augé, demselben Regiment, in welches Schiller 1780 als Regimentsarzt eingetreten war.

## Schiller als Mieter
Schiller war gezwungen, sehr sparsam zu leben, da er im Monat nur 18 Gulden Sold bezog und ihm jede Privatpraxis vom Herzog verboten war. Er mietete sich daher mit seinem Freund, dem Leutnant Franz Josef Kapf, am 1. Februar 1781 als Untermieter bei Luise Dorothea Vischer ein. Sie überließ ihnen ein billiges, heizbares Zimmer mit Herd und eine große Kammer, die zu ebener Erde gegen die Gasse hin gelegen waren.
Schiller lebte zwei Jahre lang in diesen dürftigen Verhältnissen. Hier vollendete er seine „Räuber“ und begann seinen „Fiesco“, der wenigstens im Manuskript vor seiner Flucht nach Mannheim noch fertiggestellt wurde. Sein Freund Georg Friedrich Scharffenstein schildert die Armseligkeit des Raumes als ein Loch, in dem es nach Tabak und allerhand anderem stank. Außer einem großen Tisch, zwei Bänken, zwei einfachen Feldbetten und einer an der Wand hängenden schmalen Garderobe sei nichts anzutreffen gewesen, als in einer Ecke ganze Ballen der „Räuber“, in einer anderen ein Haufen Kartoffeln, leere Teller, Flaschen und allerhand Geräte. Am 23. September 1782 flüchtete Schiller nach Mannheim, um den Nachstellungen des Herzogs zu entgehen.
Das Schillerhaus wurde 1834 von dem Uhrmacher Hettenbach erworben und 1855 abgebrochen. An die Stelle des alten Baus trat das „Krauß-Hettenbachsche Haus“ Eberhardstraße 63 mit einer Gedenktafel, die sich auf das frühere Gebäude bezog. Diese wurde später durch ein Erinnerungszeichen an der Haustür ersetzt. 2015 oder 2016 wurden das Schillerhaus und das Nachbargebäude (ehemalige Teppichgalerie) abgerissen, um dem Neubau der sogenannten Eberhardhöfe zu weichen.

## Luise Dorothea Vischer
1781 war Schillers Zimmerwirtin Luise Dorothea Vischer 30 Jahre alt. Nach einer Überlieferung von Schillers Schwägerin Karoline von Wolzogen galten die schwärmerischen sechs Laura-Gedichte des 22-jährigen Schillers, die er in der „Anthologie auf das Jahr 1782“ veröffentlichte, der Hauptmannswitwe Vischer. Luise Vischer war nach Karoline von Wolzogen weder hübsch noch geistreich, wohl aber gutmütig und hatte dabei doch in ihrem Wesen etwas Anziehendes. Jedenfalls begleitete sie den Dichter auf seiner zweiten heimlichen Reise nach Mannheim 1782.